# Burdon Canal
Der Burdon Canal oder Sir John Burdon Canal ist ein Kanal im Belize District in Belize. Er verläuft vom Haulover Creek in Belize City nach Südwesten zur Northern Lagoon.

## Geographie
Der Kanal beginnt am Haulover Creek in Belize City. Er verläuft nach Südwesten, vorbei an der Fabers Lagoon und durch die Jones Lagoon. Dann führt er weiter zum Sibun River und mündet in die Northern Lagoon.
Die Streckenabschnitte des Burdon Canal sind von Belize City bis zur Jones Lagoon (8,5 km); durch die Jones Lagoon (0,7 km); von der Jones Laguun bis zum Sibun River (2,9 km); bis zur Northern Lagoon (4,0 km). Die Gesamtlänge beträgt 16,1 km.

## Geschichte
Der Kanaal wurde 1929 für eine Summe von 49.367 Dollar gebaut. Er wurde als Transportweg für Produkte aus dem Hinterland nach Belize City verwendet. In dieser Zeit waren die Landwege noch kaum ausgebaut. Erst 1949 wurde beispielsweise die Straße zwischen Belize-Stadt und Hattieville (Hector Creek Road) gebaut. Es dauerte jedoch noch bis 1950, bis auch die Brücke öber den Burdon Canal fertig gestellt war.
Der Kanal ist nach John Burdon benannt, der von 1925 bis 1932 Generalgouverneur von Britisch-Honduras war. Das Gebiet entlang des Kanals steht seit 1992 teilweise als Burdon Canal Nature Reserve unter Naturschutz.